# Paulo Álvares
Paulo Sérgio Guimarães Álvares (* 1960 in Belo Horizonte) ist ein brasilianischer Pianist, der in Köln lebt. Seine künstlerischen Schwerpunkte sind Neue Musik und improvisierte Musik.

## Wirken
Paulo Álvares studierte in São Paulo Klavier bei Caio Pagano und 1985 bis 1987 in Texas bei Steven de Groote. 1988 kam er mit einem DAAD-Stipendium nach Köln, um bei Aloys Kontarsky zu studieren. In den 1990er Jahren forschte er am Institut de recherche et coordination acoustique/musique in Paris über Beziehungen zwischen Klavier und Live-Elektronik. 1997 wurde er Dozent für Improvisation, Klavier und Liedbegleitung-Improvisation an der Kölner Musikhochschule.
Paulo Álvares tritt als Solist auf, arbeitet aber auch im Rundfunk-Orchester des WDR, der musikFabrik und verschiedenen Ensembles für zeitgenössische Musik mit. 1999 gründete er das Ensemble für „Improvisation und aleatorische Musik“ (EIAM). Unter anderem hat er das Gesamtwerk für Klavier von Mauricio Kagel und von Gerhard Stäbler auf CD aufgenommen.
1990 erhielt er den Kranichsteiner Musikpreis (im Rahmen der Darmstädter Ferienkurse). 1991 gewann er mit „aleatoric mobiles“ für Keyboard und Orchester den 1. Preis des Wettbewerbs „Musik kreativ“.